# Leuven Bears
Leuven Bears (aus Sponsorgründen bekannt als Stella Artois) ist ein belgischer Basketballverein aus Leuven.

## Geschichte
Der Verein spielte erstmals in der Saison 1999/00 in der höchsten belgischen Basketball-Liga, der Ethias League. Seitdem spielt er ununterbrochen in dieser.
2005 gewann die Mannschaft den belgischen Basketball-Pokal. Im Finale wurde Spirou Charleroi mit 87:80 besiegt. Daraufhin nahm man im Folgejahr am FIBA EuroCup teil, wo das Team in der Gruppenphase ausschied.
In der Saison 2008/2009 erreichte Leuven erstmals die Play-offs um die belgische Meisterschaft, in denen man im Viertelfinale ausschied. 2011 und 2012 erreichte man ebenfalls die Runde der letzten 8 und scheiterte dort wieder.
Seit der Saison 2010/11 wird der Verein von der belgischen Biermarke Stella Artois gesponsert.

## Namensgeschichte
- Telindus Leuven (Gründung-2001)
- Vastiau-Godeau Leuven (2001–03)
- Basket Groot Leuven (2003–04)
- Passe-Partout Leuven (2004–07)
- Spotter Leuven (2007–09)
- Passe-Partout Leuven Bears (2009–10)
- Stella Artois Leuven Bears (seit 2010)

## Halle
Der Verein trägt seine Heimspiele in der 3.000 Plätze umfassenden SportOase aus.

## Erfolge
- Belgischer Pokalsieger (2005)

## Bekannte ehemalige Spieler
- Jamel McLean (2011–12)
- Miah Davis (2011–12)
- Aleksandar Zečević (2010)
- Nate Fox (2004)
- /  Didier Ilunga-Mbenga (2002–03)